# Bertil Elmstedt

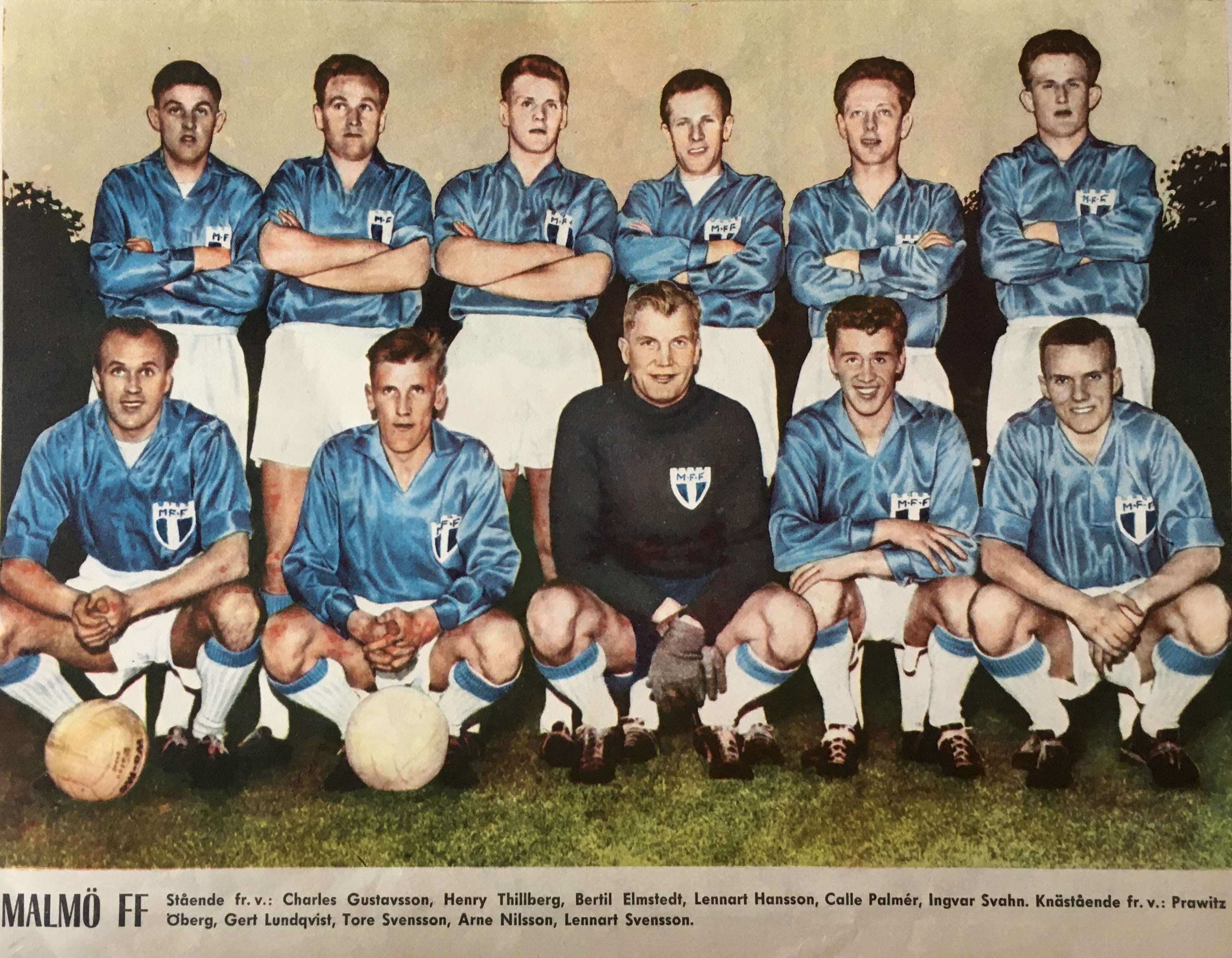
Malmö FF:s lag 1960 med bland andra: Charles Gustafsson, Henry Thillberg, Bertil Elmstedt (stående 3:a från vänster), Calle Palmér, Ingvar Svahn, Prawitz Öberg och Tore Svensson.

Rolf Bertil Elmstedt, född 2 maj 1937 i Malmö Karoli församling, är en svensk före detta fotbollsspelare.
Elmstedt kom till Malmö FF som ungdomsspelare. Han spelade totalt 350 matcher i klubben och var med och vann två SM-guld. Efter MFF-tiden spelade han ett par år i IFK Ystad. Elmstedt spelade under sin karriär även sex landskamper för Sverige.